# Le Houlme
 Le Houlme  es una población y comuna francesa, en la región de Alta Normandía, departamento de Sena Marítimo, en el distrito de Rouen y cantón de Notre-Dame-de-Bondeville.

## Demografía
| 3704 | 3935 | 4324 | 4351 | 4349 | 4397 |
| Para los censos de 1962 a 1999 la población legal corresponde a la población sin duplicidades (Fuente: INSEE [Consultar]) |      |      |      |      |      |